# Ilídio José Panzo
Ilídio José Panzo (Luanda, 7 de abril de 1993) é um futebolista profissional angolano que atua como médio.

## Carreira
Pirolito representou o elenco da Seleção Angolana de Futebol no Campeonato Africano das Nações de 2013.